# Ludanice
Ludanice este o comună slovacă, aflată în districtul Topoľčany din regiunea Nitra. Localitatea se află la altitudinea de 160 m deasupra n.m., se întinde pe o suprafață de 11,2 km2 și în 2017 număra 1.825 de locuitori.

## Istoric
Localitatea Ludanice este atestată documentar din 1242.

## Demografie
| An:                | 1994 | 2004   | 2014   | 2024   |
| ------------------ | ---- | ------ | ------ | ------ |
| Număr de persoane: | 1887 | 1836   | 1848   | 1719   |
| Diferență:         |      | −2,70% | +0,65% | −6,98% |

| An:                | 2023 | 2024   |
| ------------------ | ---- | ------ |
| Număr de persoane: | 1723 | 1719   |
| Diferență:         |      | −0,23% |